# IV División de Ejército (Chile)
La IV División de Ejército es una unidad del Ejército de Chile cuya zona jurisdiccional corresponde a la región de Aysén del General Carlos Ibáñez del Campo. Su base se encuentra en la ciudad y comuna de Coyhaique, región de Aysén del General Carlos Ibáñez del Campo.

## Historia

### Guerra del Pacífico
Fue creada originalmente en diciembre de 1879, durante la Guerra del Pacífico, siendo dependiente del Ejército de Operaciones Norte, participó de la campaña de Tacna y Arica, siendo desembarcada en Ilo, y posteriormente en la caleta de Ite, desde donde marchó hasta el campamento de Las Yaras, punto de concentración del Ejército chileno en el valle del Sama, participó activamente en la batalla de Tacna (26.V.1880), posteriormente el Regimiento Lautaro de esta unidad participó de la batalla de Arica y posteriormente en el combate de Torata, para la reorganización del Ejército para la campaña de Lima, la División fue disuelta, pasando sus unidades a formar parte de las II y III divisiones.

### Guerra Civil de 1891
Al estallar la Guerra Civil de 1891, esta unidad fue reinaugurada en la ciudad de Concepción. Finalizado dicho conflicto, esta unidad fue nuevamente disuelta.

### IV División de Valdivia
Reformada ya definitivamente en el siglo XX, mantuvo su cuartel General por un largo tiempo en la ciudad de Valdivia.
 Para comienzos del siglo XXI, la división fue transformada en la III División, mientras que la VII se transformó en la nueva IV División. 

### Actual IV División
Creada originalmente como "Brigada Aysén" en 1977, siendo rebautizada como VII Brigada en 1984, siendo transformada en VII División en 1993.
En el 2003 se le dio la actual denominación de IV División de Ejército.

## Orden de Batalla
Esta división está actualmente compuesta por las siguientes unidades:
- IV División de Ejército.
  - Destacamento Motorizado N.º 14 "Aysén" en Coyhaique.
    - Batallón de Infantería Motorizado N.º 26 "Aysén" (ex-Regimiento de Infantería N.º 26 "Bulnes")
    - Grupo de Artillería N° 8 "San Carlos de Ancud"
    - Compañía de Telecomunicaciones Divisionaria N.º 8 "Coyhaique" (ex-Regimiento de Telecomunicaciones N.º 8 "Coyhaique")
    - Compañía Antiblindaje

  - Regimiento N.º 8 "Chiloé" en Puerto Aysén.
    - Batallón de Ingenieros N.º 8 "Chiloé"

  - Escuadrón de Exploración Montado "Chaitén" en Chaitén.
  - Compañía Andina N.º 20 "Cochrane"
  - Pelotón de Aviación N.º 4 "Aysén"

## Reservistas
Actualmente dependen de la División 2 centros de reservistas ligados al Regimiento N.º 14, Regimiento N.º 8. 

Los del Centro de reservistas del Regimiento n.º 8 de Ingenieros "Chiloé", corresponden a personas que hicieron su servicio militar en la compañía de comandos n.º 9 entre los años 1982 a 1989, dependiente en ese entonces del Regimiento n.º 14. 
Realizan instrucción dependiente del Regimiento de Ingenieros n.º 8, alcanzando un alto grado de alistamiento, siendo de este centro de reservistas el personal que desfiló el año 2011 como sección "Pantera".

## Fuente
- Ejército de Chile